# Гурские хасиды
Гурские хасиды (ивр. חסידות גור‎, хасидут гур) — группа польских хасидов из городка Гура-Кальвария. Основатель династии Ицхак Меир был учеником раби Менахем Менделя из Коцка, который представлял пшисухское направление хасидизма. Гурский хасидизм стал сильнейшим элементом в ортодоксальном польском еврействе и сохранял ведущие позиции вплоть до Второй мировой войны. Внутри еврейской общины они противостояли еврейским просветителям и отстаивали право евреев на ношение бороды и традиционной одежды. Противостояли гурские хасиды и сионистам, основав движение Агудат Исраэль.

## Гурские цадики
1. Ицхак Меир Альтер (1798—1866); Ребе 1857—1866
2. Йехуда Арье Лейб Альтер (1847—1905); Ребе 1870—1905
3. Авраам Мордехай Альтер (1866—1948); Ребе 1905—1948
4. Исраэль Альтер (1895—1977); Ребе 1948—1977
5. Симха Буним Альтер (1898—1992); Ребе 1977—1992
6. Пинхас Менахем Альтер (1926—1996); Ребе 1992—1996
7. Арье Яаков Альтер Родился в 1939 году; Ребе (с 1996 года).